# 大阪車掌区
大阪車掌区（おおさかしゃしょうく）は、大阪市北区にある西日本旅客鉄道（JR西日本）近畿統括本部の車掌が所属する組織である。

## 乗務範囲
かつて運転されていた「トワイライトエクスプレス」の大阪駅 - 青森駅間の乗務を担当していた。
「トワイライトエクスプレス」の定期的乗務は2015年3月13日をもって終了したが、「サンライズ瀬戸」・「サンライズ出雲」の担当車掌が各旅客会社内完結に変更となったことに伴い同日より姫路駅 - 米原駅間の乗務を担当している。

## 歴史
- 1904年（明治37年）12月1日：大坂車掌駐在所として発足。
- 1906年（明治39年）11月30日：大阪車掌駐在所になる。
- 1909年（明治42年）
  - 2月18日：大阪車掌監督になる。
  - 12月11日：大阪車掌長になる。
- 1914年（大正3年）3月1日：再び大阪車掌監督になる。
- 1923年（大正12年）6月1日：吹田操車場派出所が発足。
- 1929年（昭和4年）5月11日：大阪車掌所になる。
- 1933年（昭和8年）7月16日：神戸車掌所大阪支所になる。
- 1936年（昭和11年）9月1日：神戸車掌大阪支区になる。
- 1937年（昭和12年）9月28日：神戸車掌区から独立し、大阪車掌区になる。神戸車掌区池田派出所・三田派出所は大阪車掌区池田派出所・三田派出所になる。
- 1940年（昭和15年）2月1日：池田派出所が廃止。
- 1941年（昭和16年）5月1日：三田派出所が廃止。
- 1956年（昭和31年）3月1日：高槻乗務員詰所が発足。
- 1963年（昭和38年）5月15日：高槻乗務員詰所が高槻派出所になる。
- 1984年（昭和59年）2月1日：吹田派出所が廃止。

このほか、大阪車掌区宮原操車場派出所も設けられていた。